# Zdeněk Ornest
Zdeněk Ornest, rodným jménem Zdeněk Ohrenstein (10. ledna 1929 Kutná Hora – 4. listopadu 1990 Praha), byl český herec.

## Život
Zdeněk Ohrenstein pocházel ze židovské rodiny obchodníka s textilním a galanterním zbožím Eduarda Ohrensteina (1881–1936) a jeho manželky Berty, rozené Rosenzweigové (1890–1970). Rodina  byla umělecky založená. Jeho starší bratr Jiří Orten byl známý český básník, druhý bratr Ota Ornest pak významný český divadelník, hercem byl i jeho synovec Jiří Ornest a herečkami jeho neteře Hana Ornestová a Ester Janečková. Za války byl jako dítě vězněn v terezínském ghettu, odkud byl převezen do Osvětimi a do koncentračního tábora v Dachau.
Po příjezdu vlaku do Osvětimi ho při třídění Josef Mengele poslal na smrt, ale podařilo se mu přeběhnout do fronty určené k přežití.
Po válce maturoval na kutnohorském gymnáziu a poté studoval herectví na Pražské konzervatoři, která byla během jeho studií přeměněna na pražskou DAMU. Zde absolvoval v roce 1950. První angažmá získal v Krajském divadle v Olomouci, odkud v roce 1952 přešel do Hudebního divadla v Nuslích. V letech 1962 až 1990 hrál v pražském libeňském Divadle S. K. Neumanna, kde hrál významné role, mj. v inscenacích O. Krejči (P. Corneille: Magická komedie, 1975). Krátce před svou smrtí na popud svého bratra, režiséra a překladatele Oty Ornesta, působil v Městských divadlech pražských. Zemřel náhle za nevyjasněných okolností na přejezdu v Dejvicích v listopadu 1990, když ho zachytil vlak.
Měl velmi kultivované vystupování, na divadle, ve filmu i v televizi velmi často hrával různé intelektuály, úředníky, lékaře, učitele apod. Jeho dobrá dikce jej předurčovala i pro hereckou práci v rozhlase a v dabingu. Skvěle recitoval, mj. verše svého bratra J. Ortena.

## Práce pro rozhlas
- 1990 Jiří Robert Pick: Anekdoty Franci Roubíčka, tragikomedie o muži, který nedokázal neříct anekdotu. Hudba Vladimír Truc. Dramaturg Dušan Všelicha. Režie Josef Červinka. Účinkují: Tomáš Töpfer, Růžena Merunková, Barbora Kodetová, Marie Marešová, Miloš Hlavica, Jiří Lábus, Zdeněk Ornest, Josef Velda, Oldřich Vízner, Martin Velda, Simona Stašová a Jaroslava Kretschmerová. Natočeno v roce 1990.[5]